# Polyrhachis insularis
Polyrhachis insularis är en myrart som beskrevs av Carlo Emery 1887. Polyrhachis insularis ingår i släktet Polyrhachis och familjen myror. Inga underarter finns listade i Catalogue of Life.